# Regola
Regola es el séptimo rione de Roma, indicado como R. VII.
Su nombre deriva de renula, es decir, la arena suave que todavía en la actualidad deposita el río Tíber en sus crecidas. El escudo del rione consiste en un ciervo rampante en campo azul. Sus habitantes se llamaban (cuando los rioni tenían todavía una identidad social) regolanti.

## Historia
Durante la Roma antigua, esta zona pertenecía al Campo Marzio. En particular, en la actual Regola estaba el Trigarium, es decir, el estadio donde se entrenaban los aurigas que montaban la triga, que era un carro remolcado por tres caballos.
Según la subdivisión política que hizo César Augusto de la Roma imperial, la Regola actual formaba parte de la región IX, llamada Circus Flaminius. En la Edad Media pasó a formar parte de la IV de las siete regiones eclesiásticas, aunque en esta época los límites de los rioni no estaban limitados con total claridad.
También debido a las frecuentes inundaciones del Tíber, gran parte de la zona era pantanosa, y fue desecada hacia finales de la Edad Media.
En 1586, cuando se creó el rione Borgo, los rioni pasaron a ser catorce y Regola se convirtió el VII con el nombre de Arenule et Chacabariorum (también "Arenule" deriva de renula); este nombre ha sobrevivido en parte en la moderna Via Arenula.
La construcción de los muros de contención del Tíber en 1875 cambió radicalmente la apariencia del rione, al derribarse todas las construcciones que se habían edificado alrededor al río con el curso de los siglos.
En el limitado espacio del rione hay construcciones de todo tipo: palacios, hospitales, iglesias, embajadas, prisiones y casas humildes.
En este rione nacieron Cola di Rienzo y Carlo Verdone.

## Límites
- Ponte: Vicolo della Scimia, Via delle Carceri.
- Parione: Via dei Banchi Vecchi, Via del Pellegrino, Via dei Cappellari, Campo de' Fiori, Via dei Giubbonari.
- Sant'Eustachio: Via dei Giubbonari, Via di Santa Maria del Pianto.
- Sant'Angelo: Via di santa Maria del Pianto, Piazza delle Cinque Scole, Via del Progresso.
- El Tíber: Lungotevere De' Cenci, Lungotevere dei Vallati, Lungotevere dei Tebaldi.

## Plazas
- Piazza Capo di Ferro
- Piazza della Quercia
- Piazza delle Cinque Scòle
- Piazza Farnese
- Piazza della Moretta
- Campo de' Fiori

## Calles

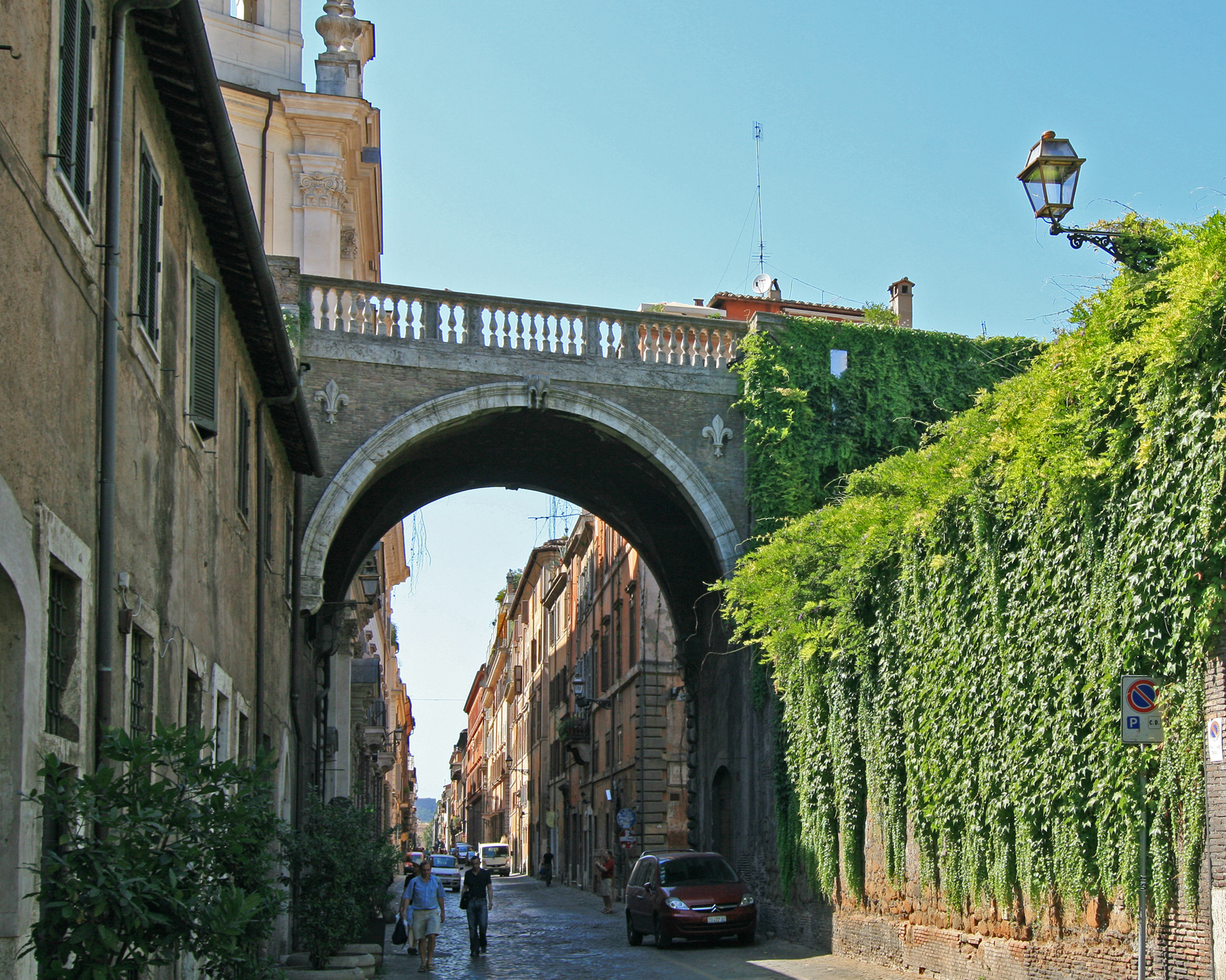
La Via Giulia con el Arco Farnese.

- Vicolo dell'Arcaccio
- Via dell'Arco del Monte
- Via Arenula
- Via dei Balestrari
- Via dei Baullari
- Via dei Cappellari
- Vicolo dei Catinari
- Via del Conservatorio
- Vicolo del Giglio
- Via de'Giubbonari
- Via Giulia
- Vicolo delle Grotte
- Via del Mascherone
- Via del Melangolo
- Via di Monserrato
- Via dei Pettinari
- Via della Pietà
- Via del Polverone
- Via dei Pompieri
- Via della Seggiola
- Via degli Specchi
- Via degli Strengari
- Vicolo de' Venti
- Via delle Zoccolette

## Edificios

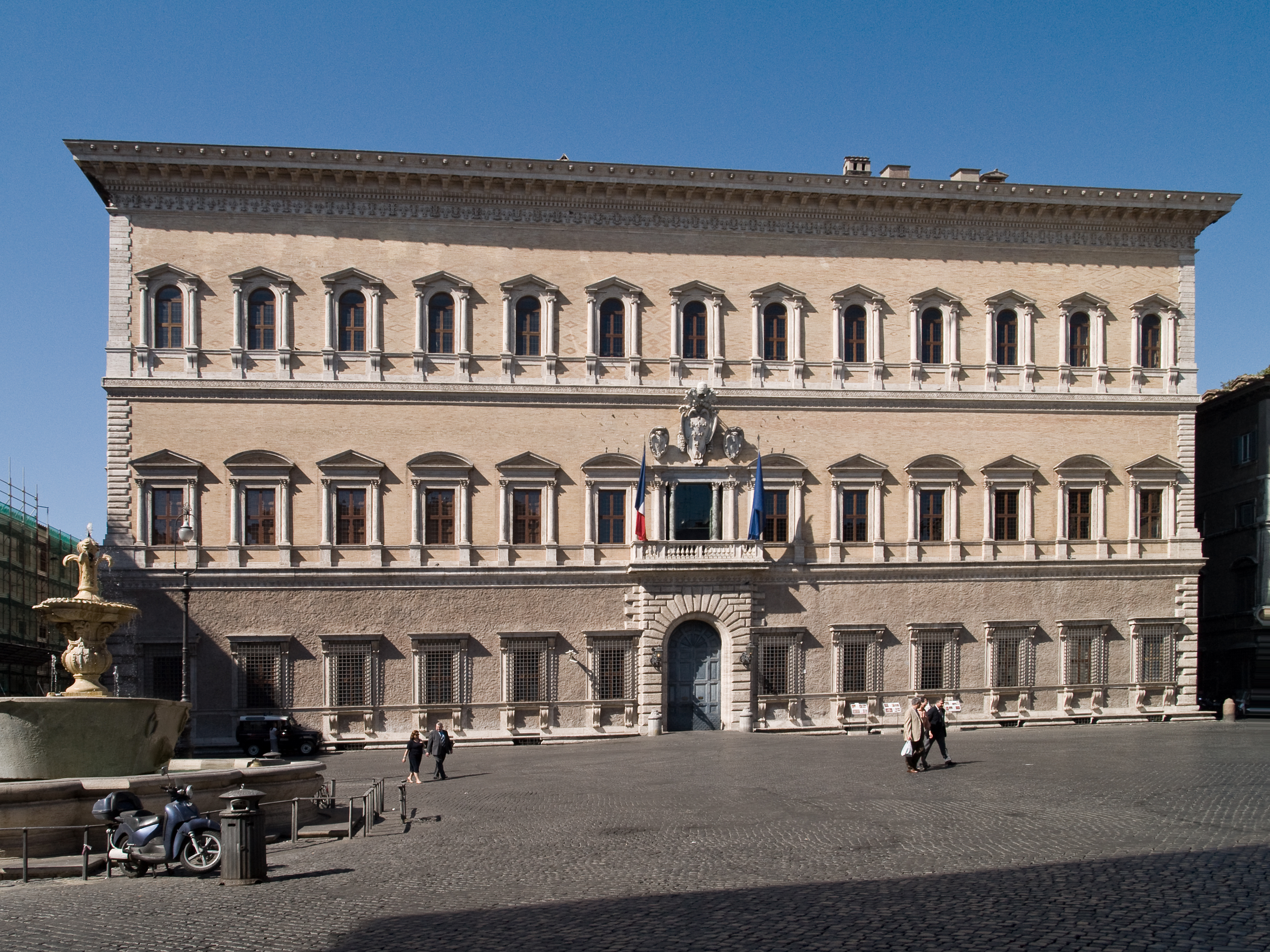
El Palazzo Farnese.

- Palazzo Farnese, sede de la Embajada de Francia en Italia
- Palazzo del Monte di Pietà
- Palazzo Cenci
- Palazzo Ricci
- Palazzo Falconieri
- Palazzo y Galleria Spada, con la Prospettiva del Borromini
- Ministero di Grazia e Giustizia
- Palazzo Fusconi Pighini
- Palazzo Cisterna

## Iglesias
- Sant'Eligio degli Orefici
- Santa Maria in Monticelli
- SS. Trinità dei Pellegrini
- San Salvatore in Onda
- San Filippo Neri
- Spirito Santo dei Napoletani
- Santa Caterina da Siena
- Santa Maria dell’Orazione e Morte
- Santi Giovanni Evangelista e Petronio
- San Paolo alla Regola
- San Tommaso ai Cenci
- Santa Maria del Pianto
- San Salvatore in Campo
- Santa Maria della Quercia
- Santa Brigida
- San Girolamo della Carità
- Santa Caterina della Rota
- San Tommaso di Canterbury
- S. Maria in Monserrato
- Santa Lucia del Gonfalone
- San Giovanni in Ayno (desconsagrada)
- Santi Vincenzo e Anastasio alla Regola (desaparecida)
- San Nicola degli Incoronati (desaparecida)
- San Bartolomeo dei Vaccinari (desaparecida)
- Santa Maria dei Calderari (desaparecida)

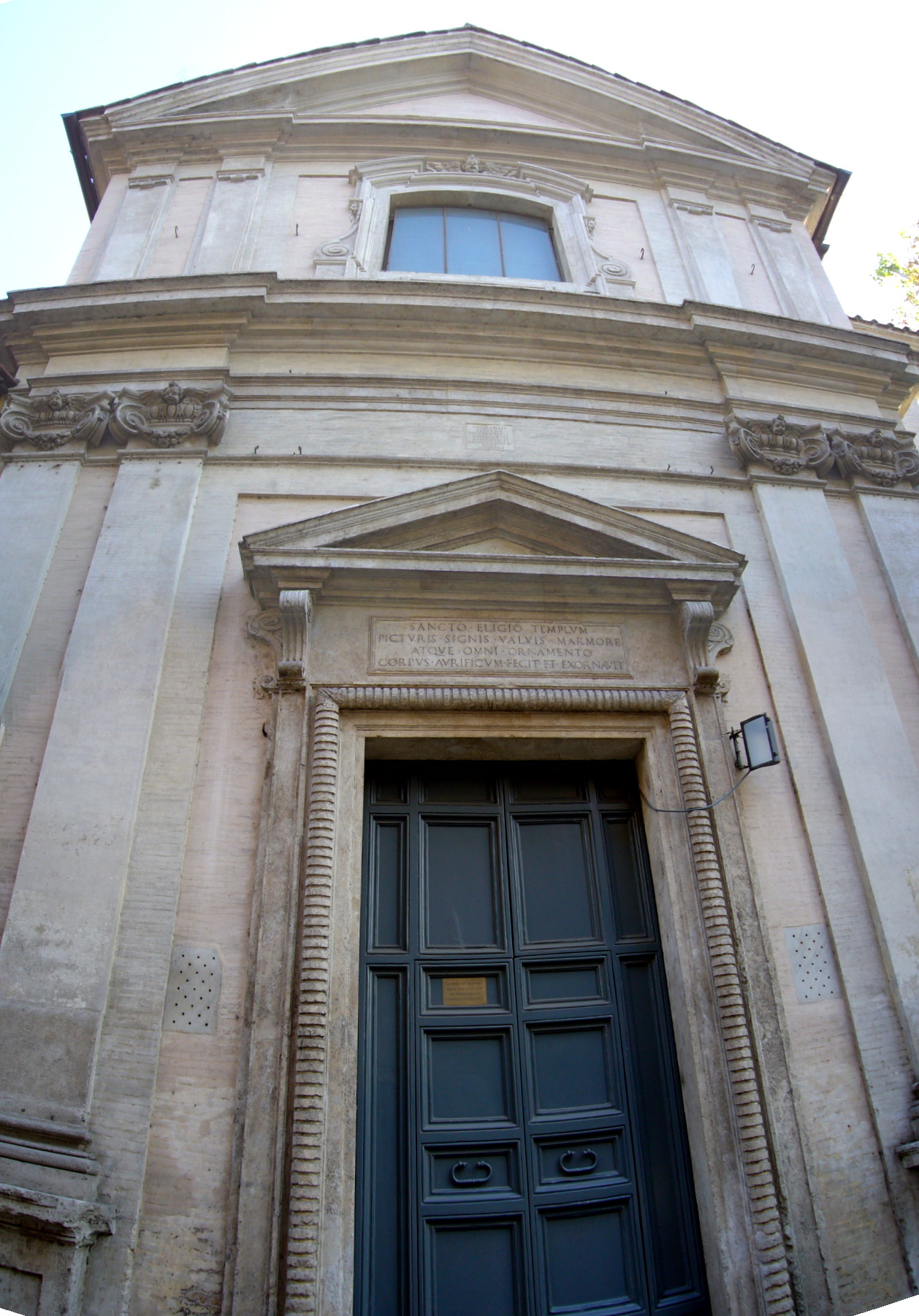
Sant'Eligio degli Orefici.
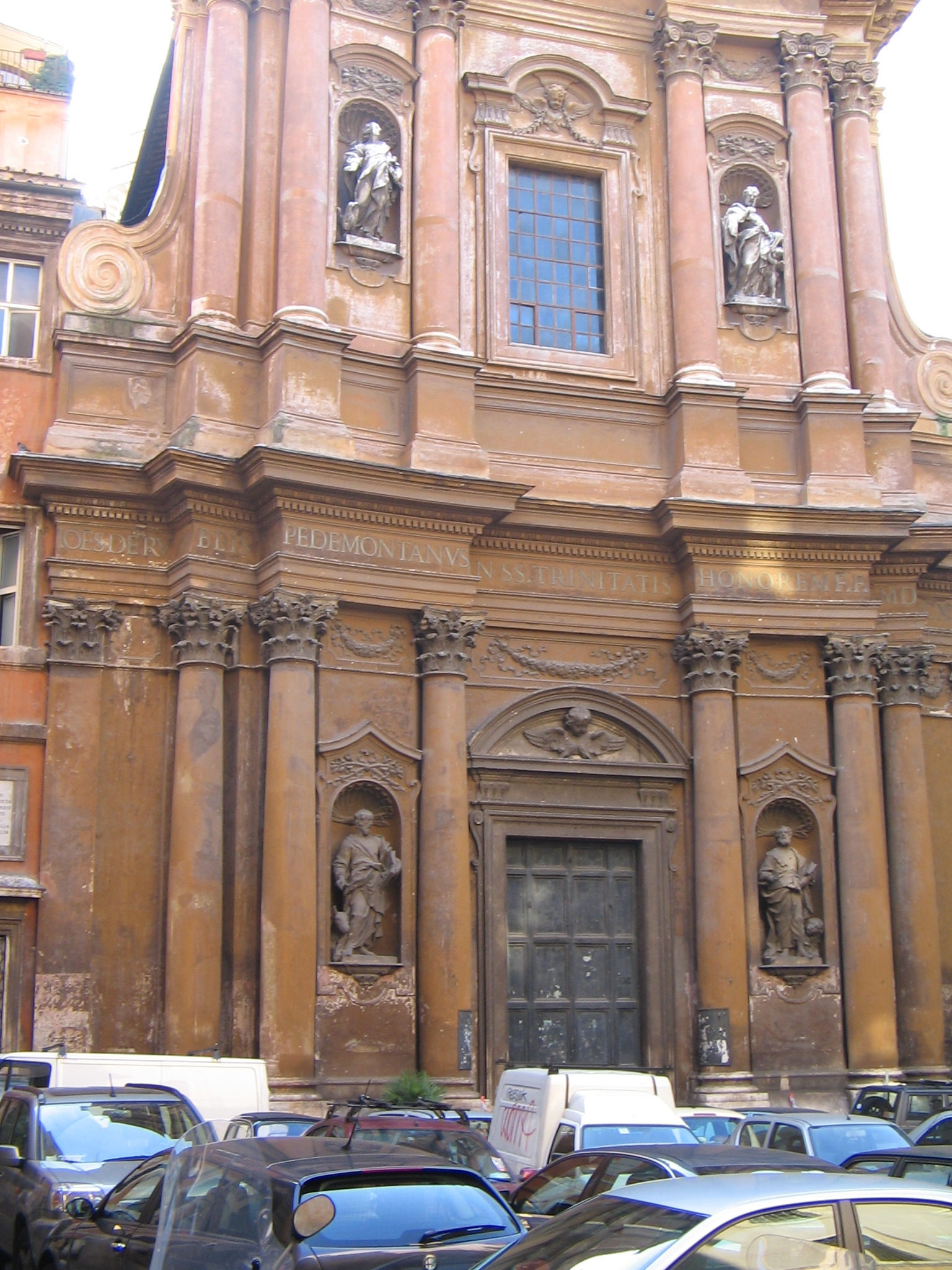
Trinità dei Pellegrini.
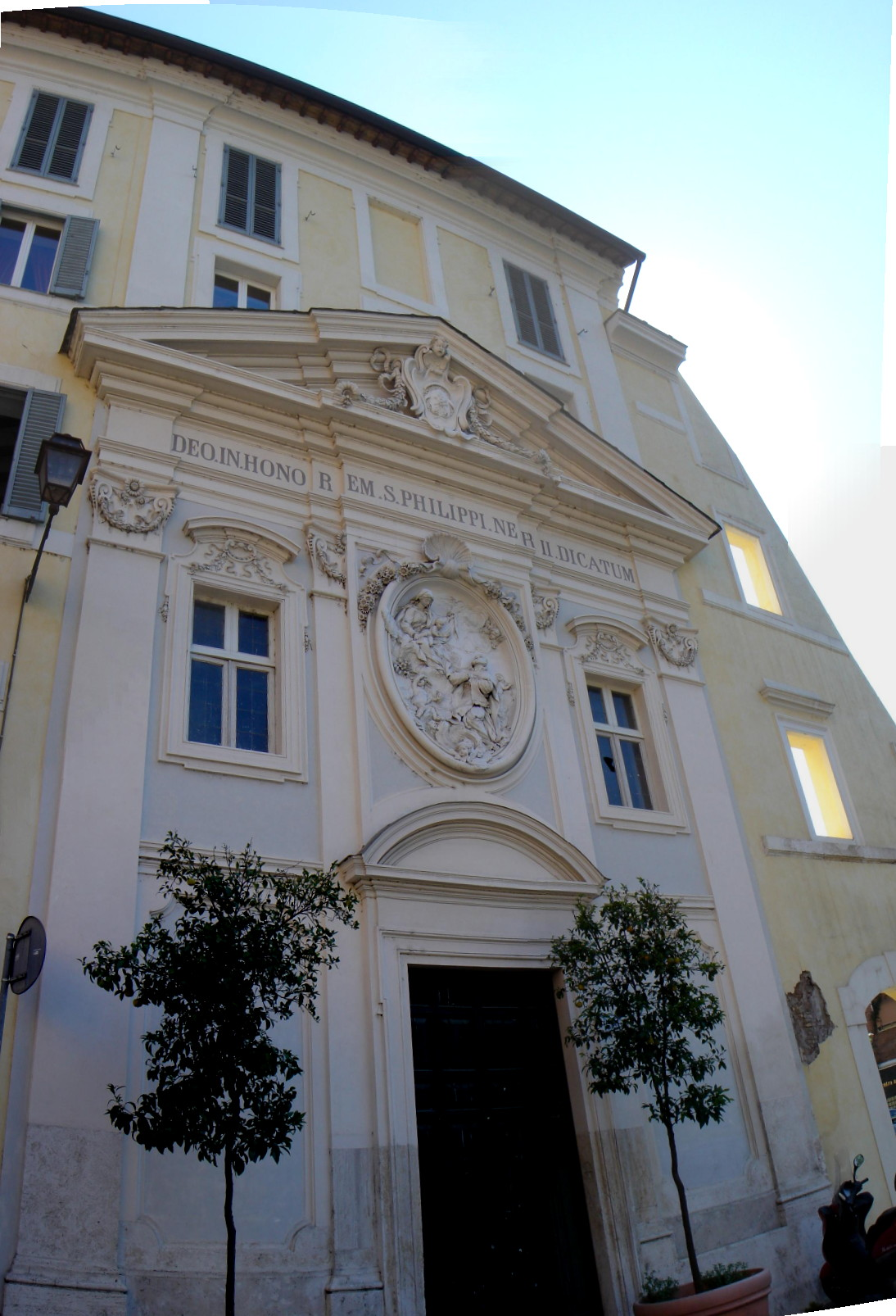
San Filippo Neri.
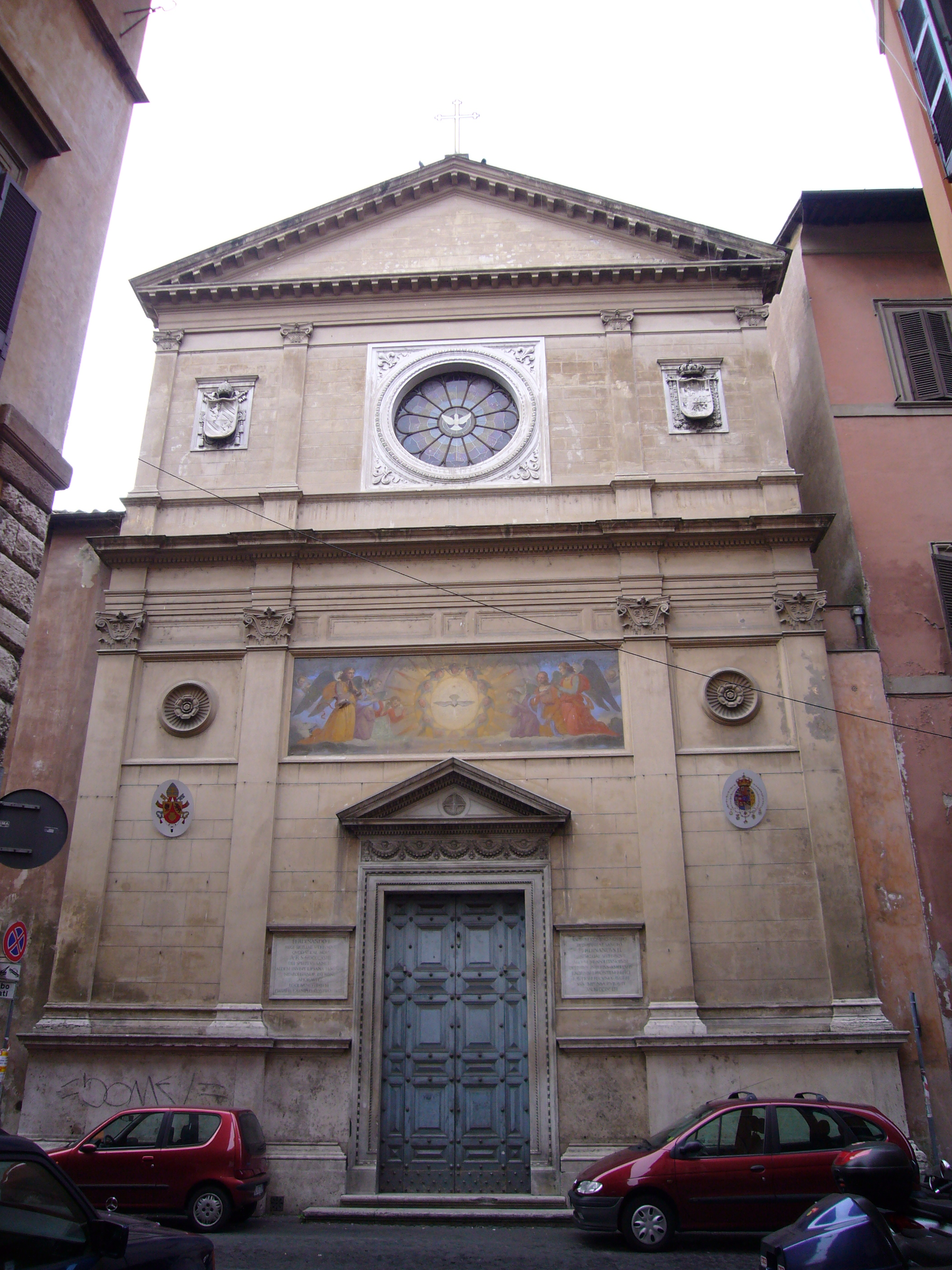
Spirito Santo dei Napoletani.
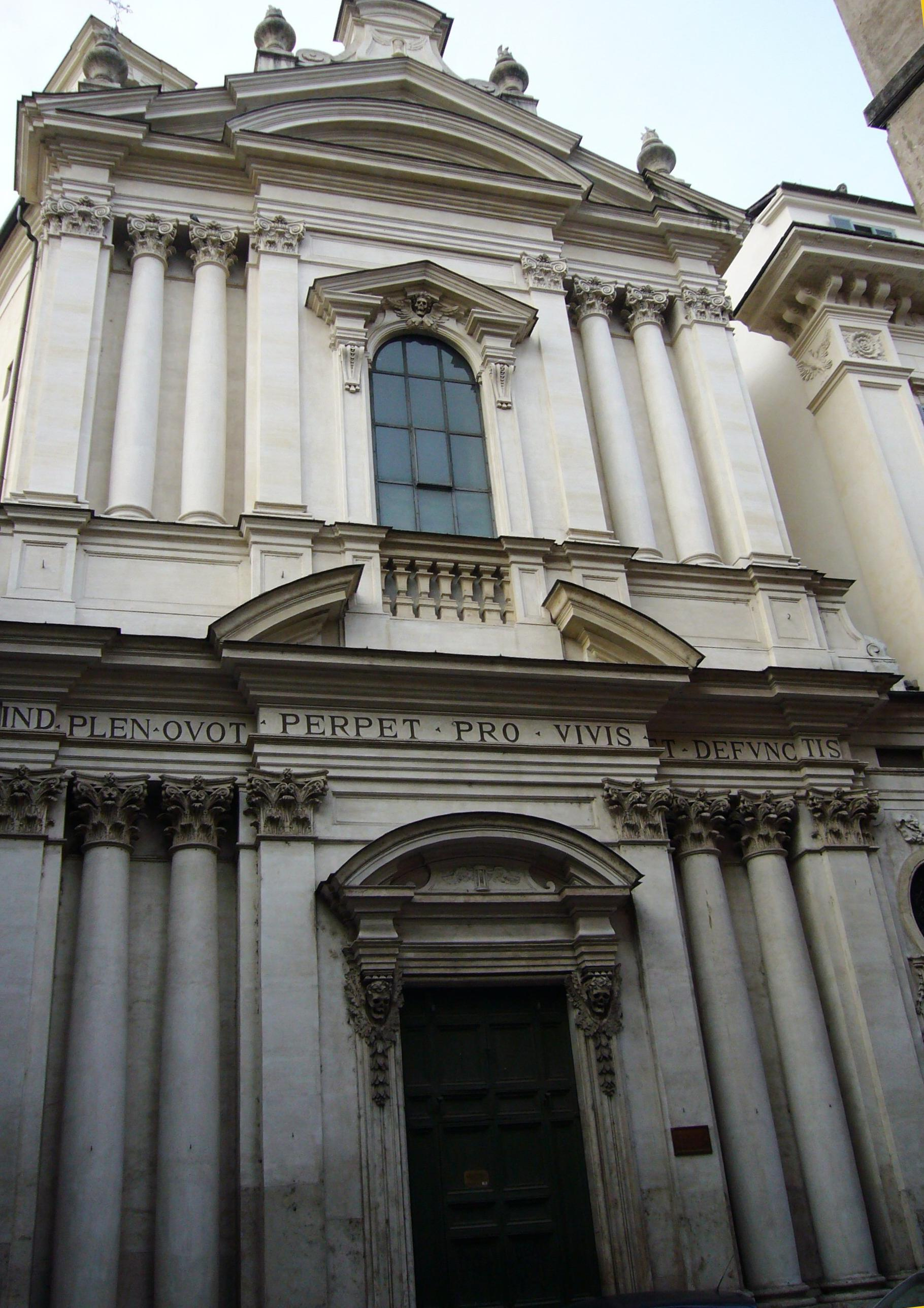
Santa Maria dell'Orazione e Morte.
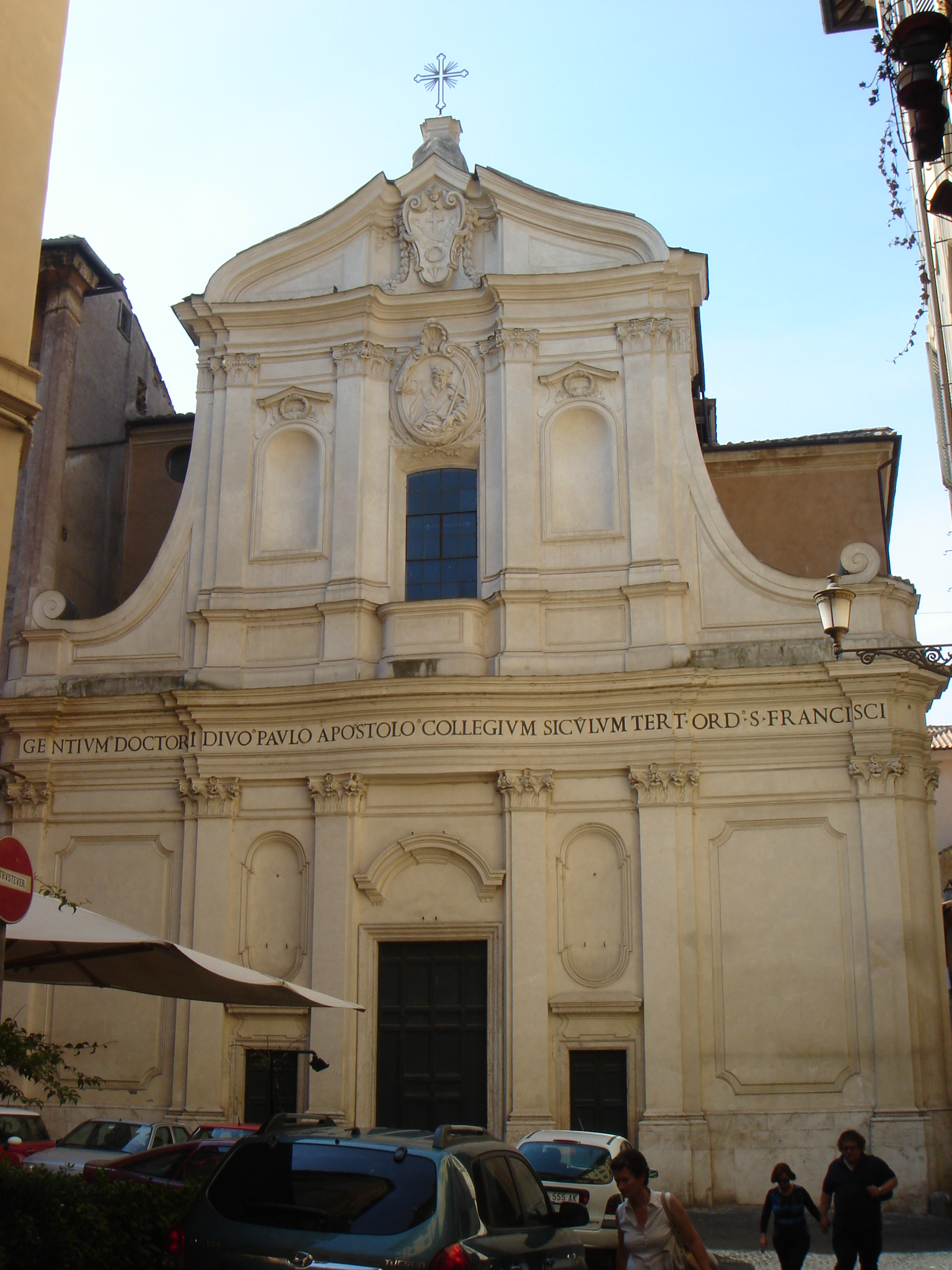
San Paolo alla Regola.
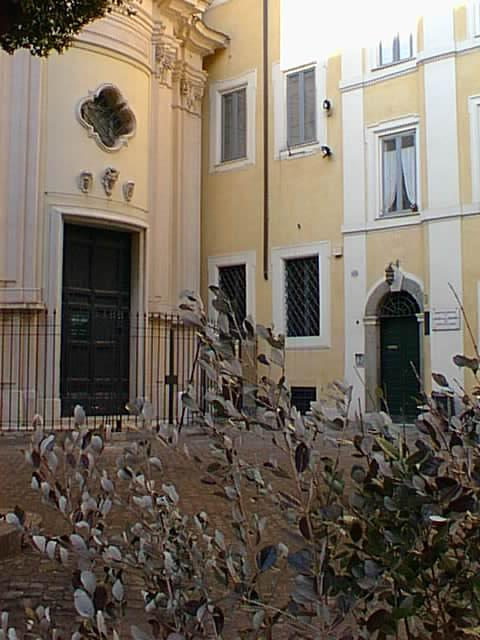
Santa Maria della Quercia.
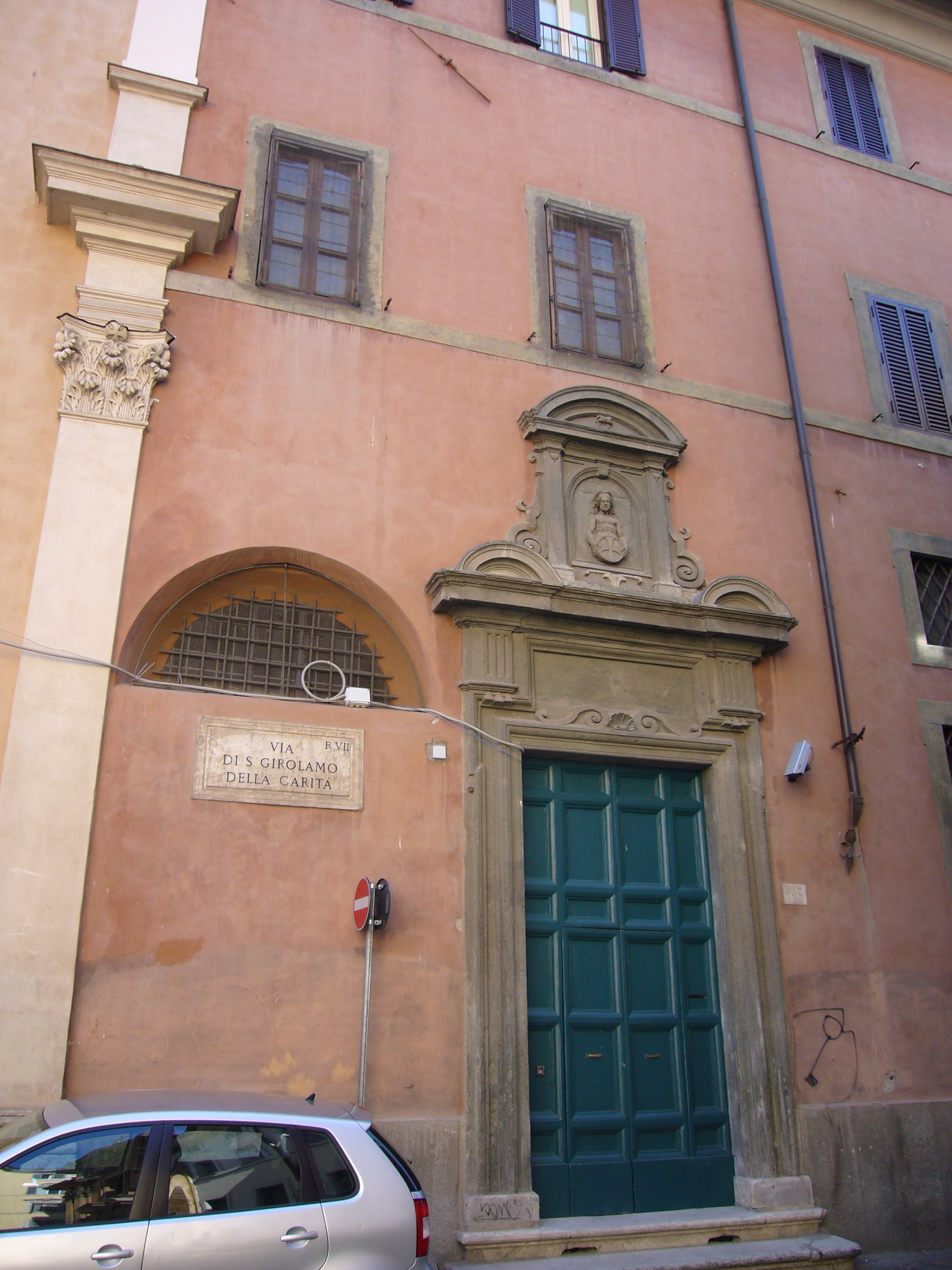
San Girolamo della Carità.
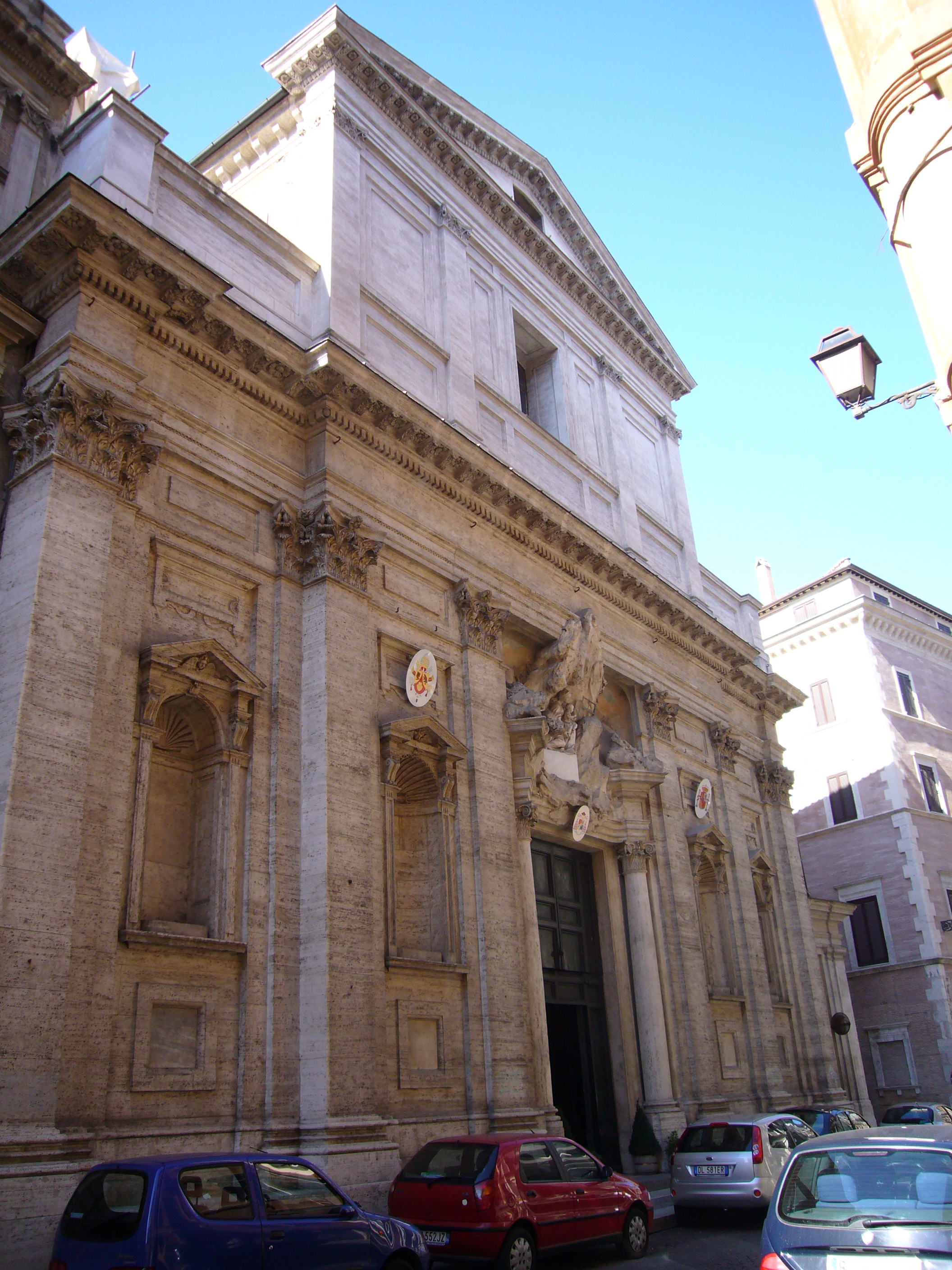
Santa Maria in Monserrato.
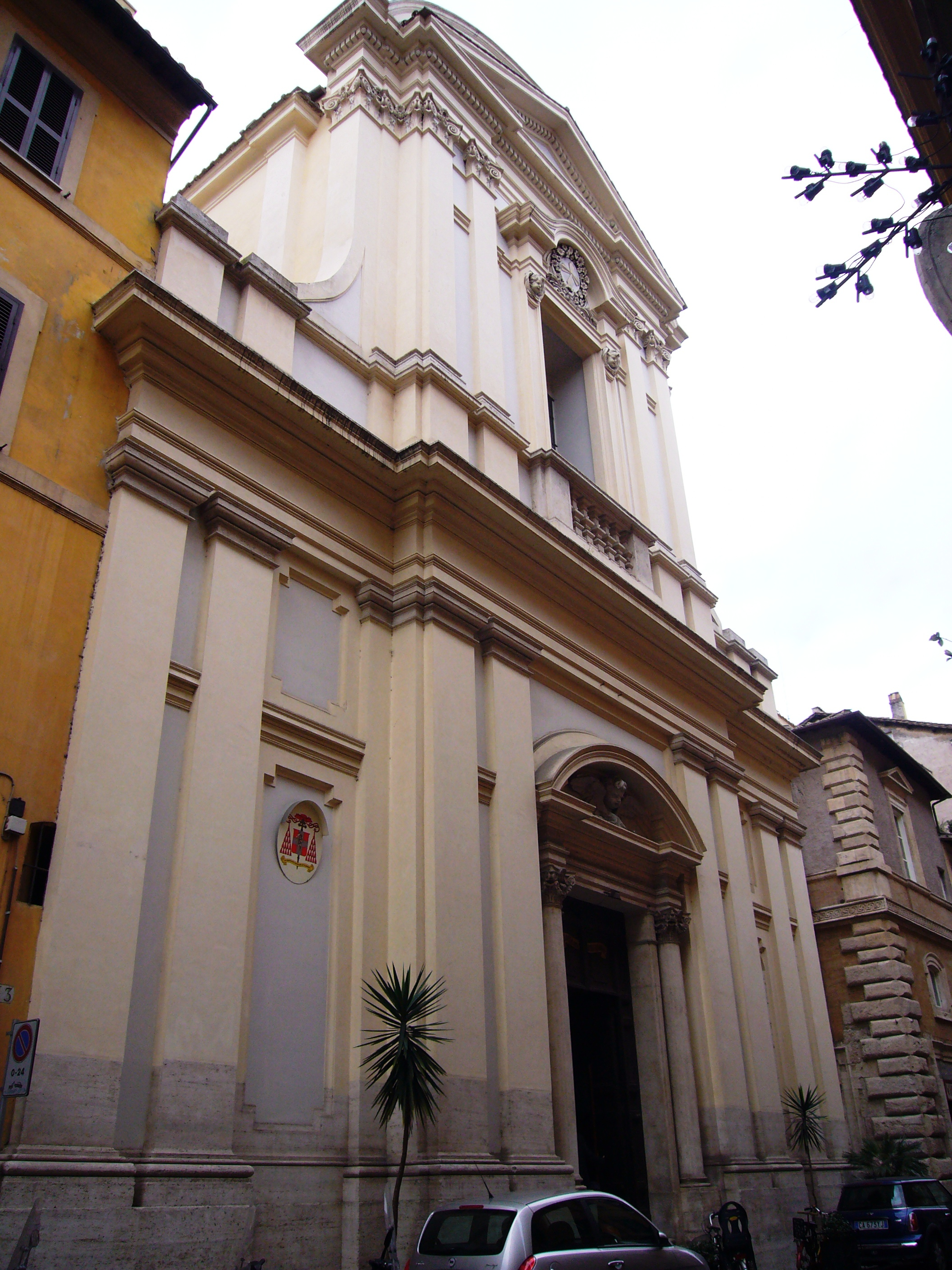
Santa Lucia del Gonfalone.
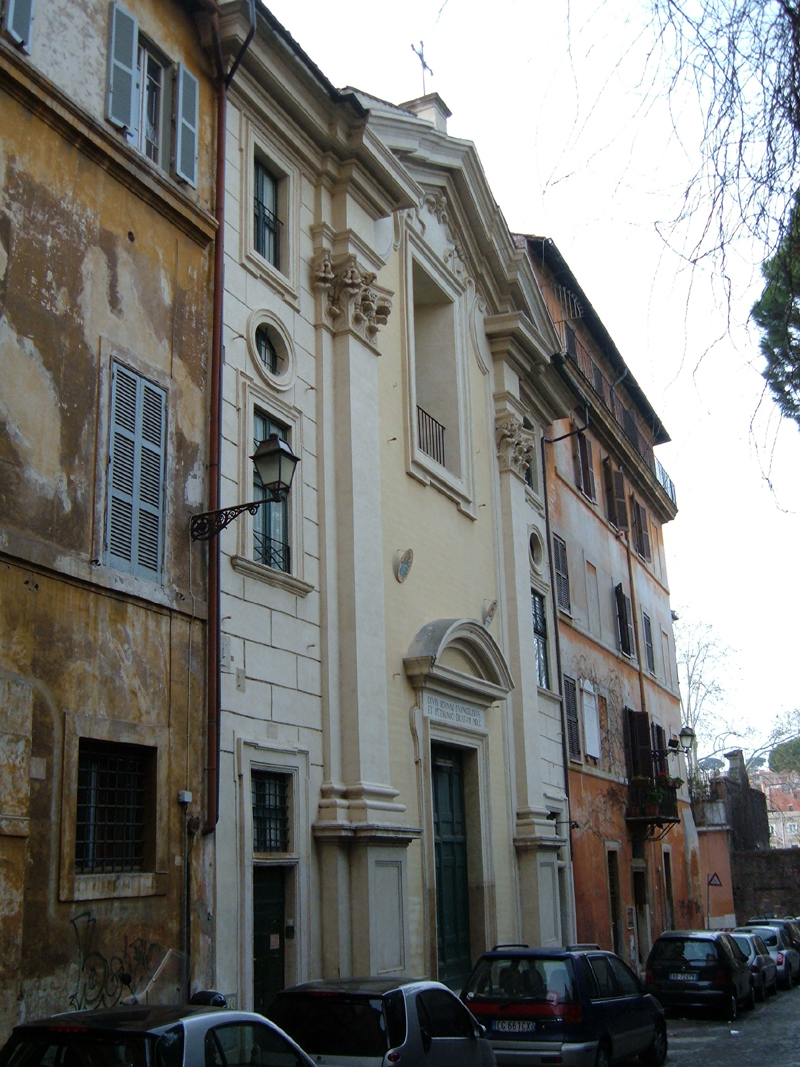
Santi Giovanni Evangelista e Petronio.
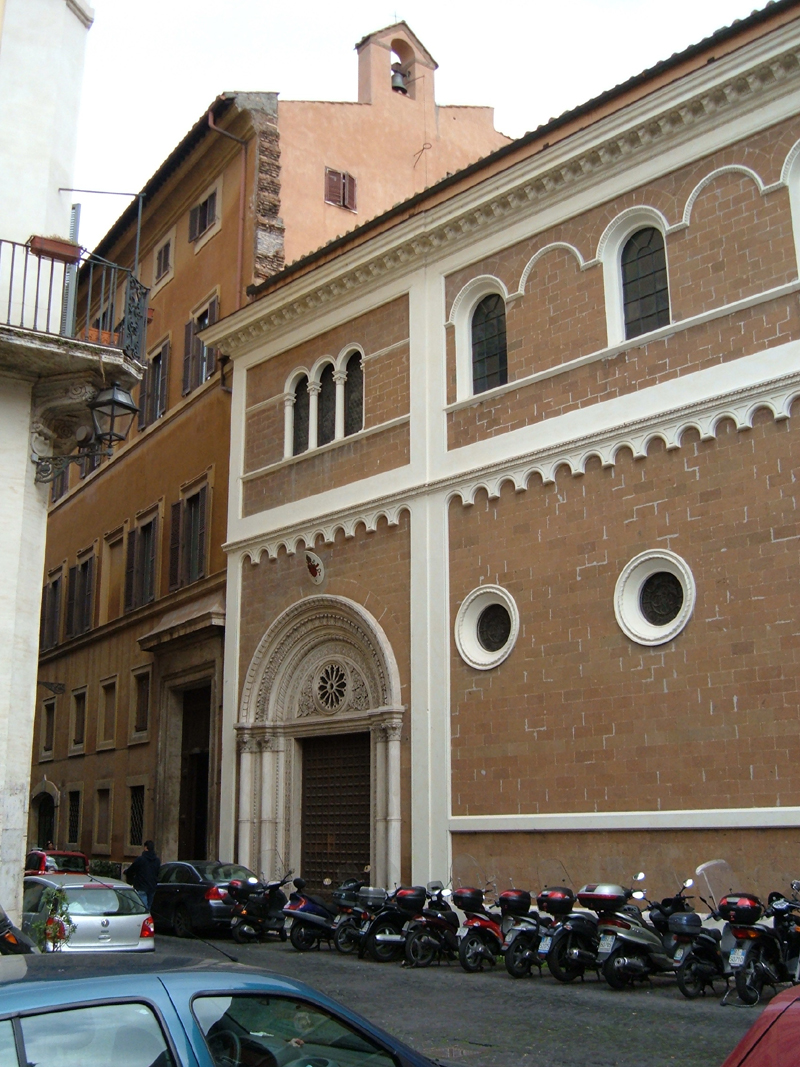
San Tommaso di Canterbury.
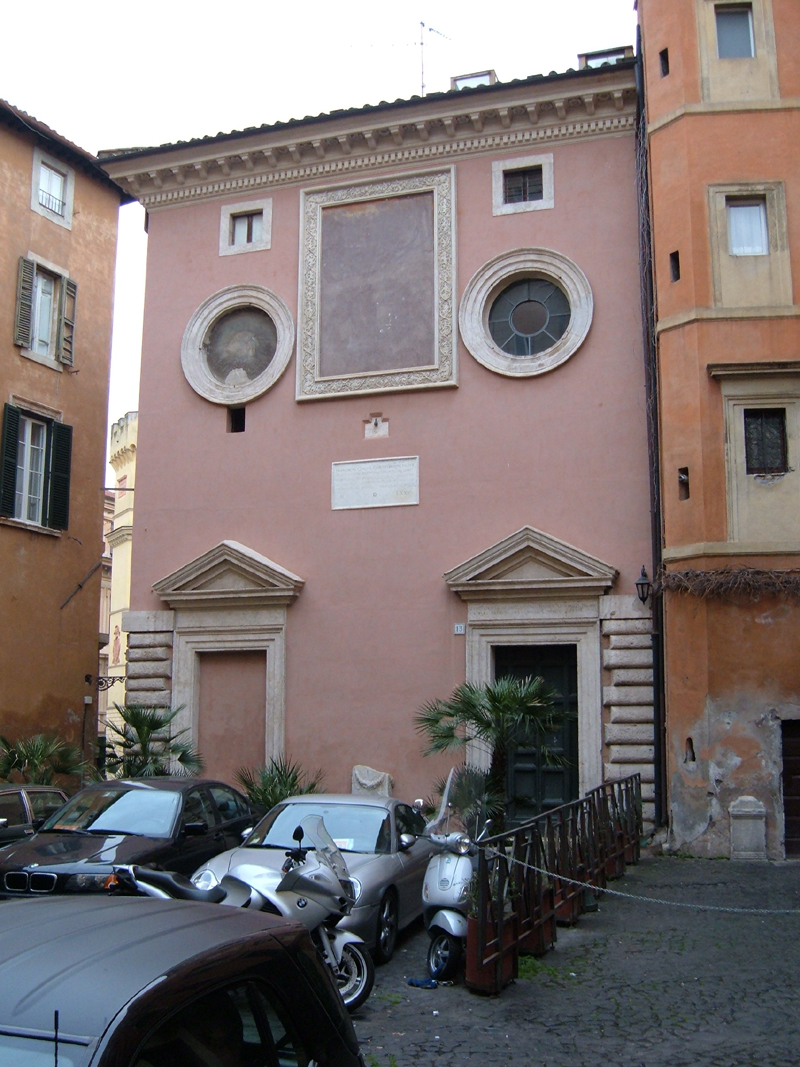
San Tommaso ai Cenci.
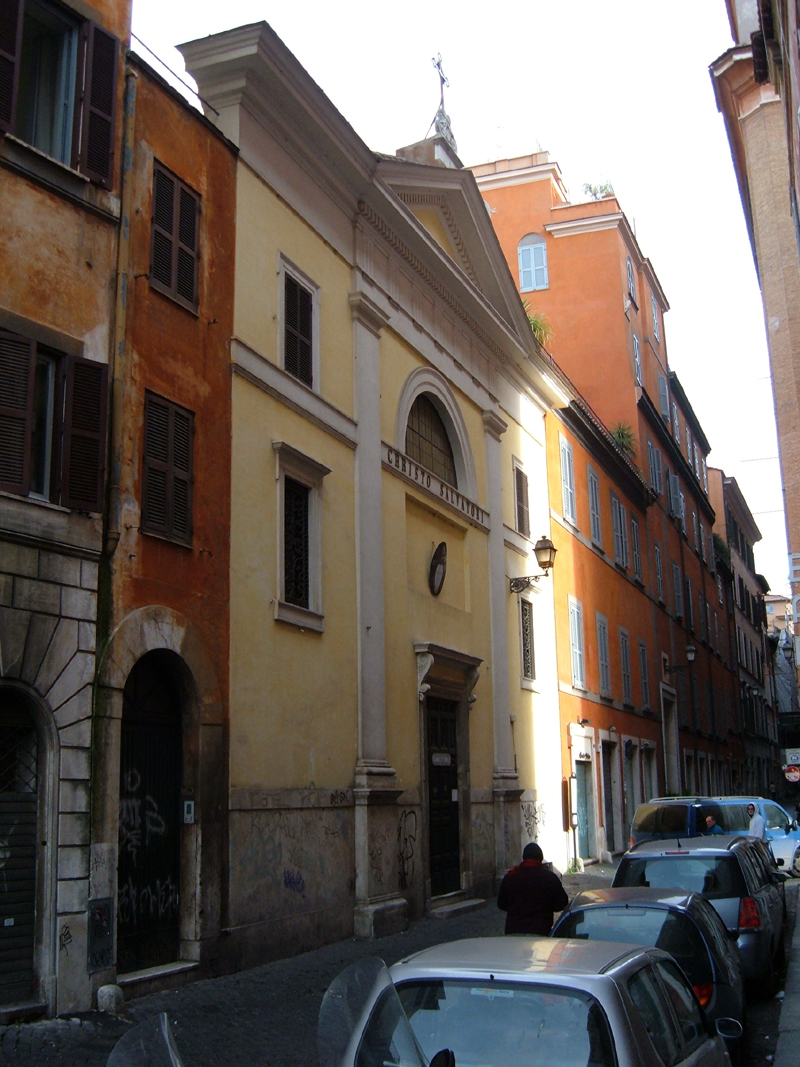
San Salvatore in Onda.
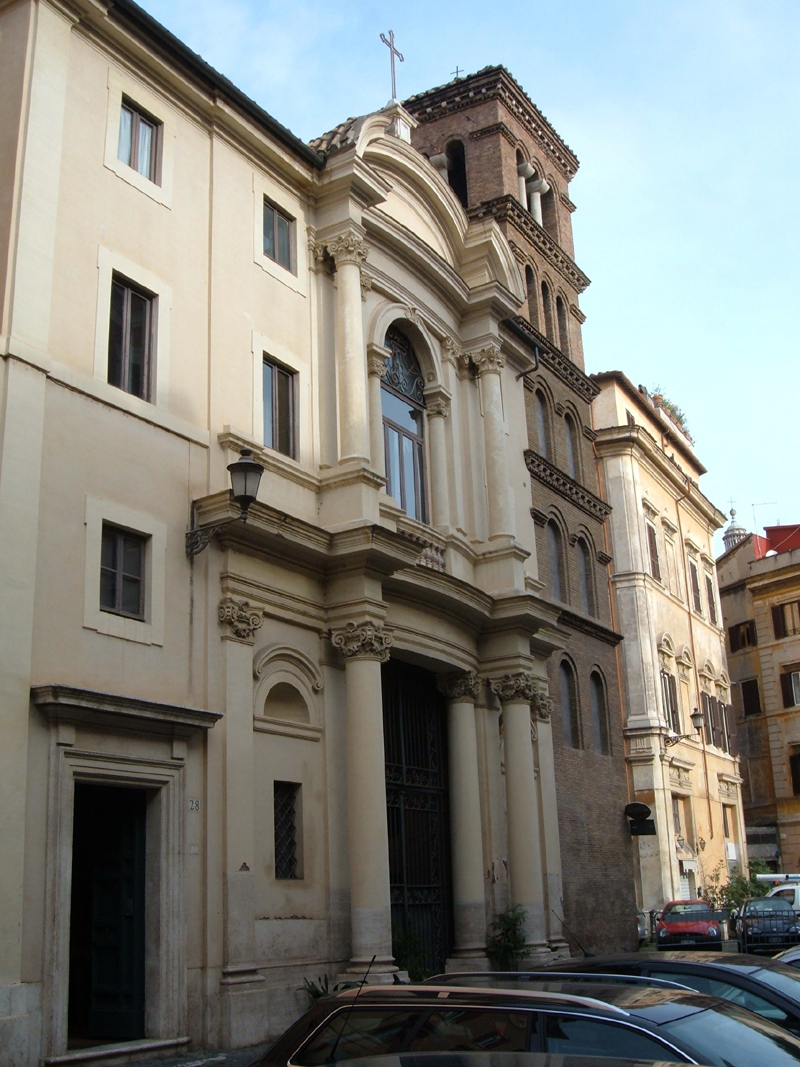
Santa Maria in Monticelli.
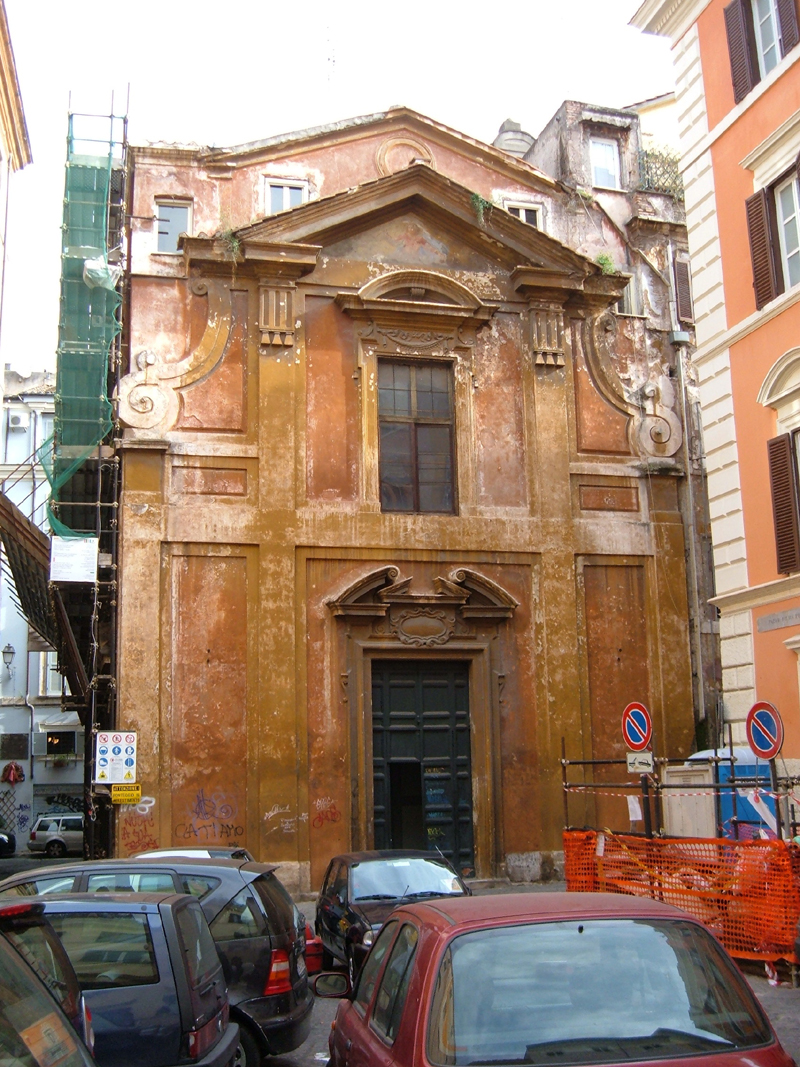
San Salvatore in Campo.
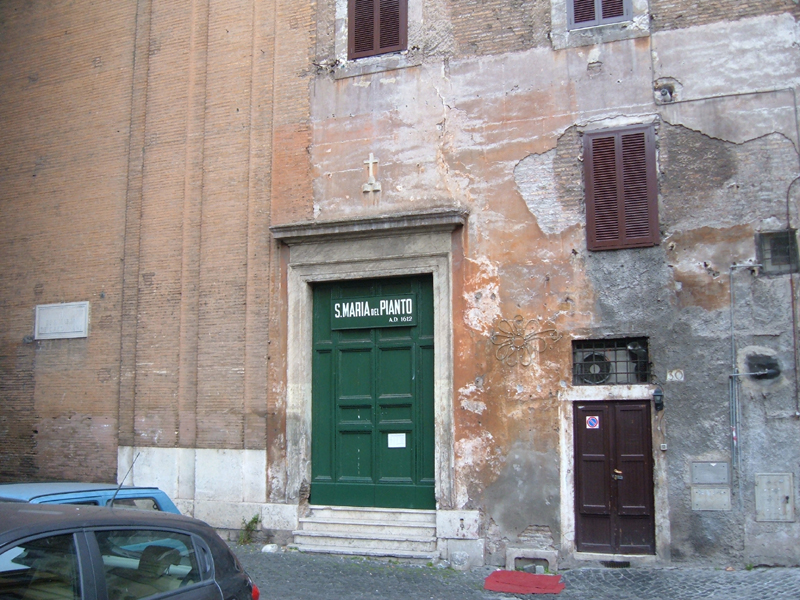
Santa Maria del Pianto.
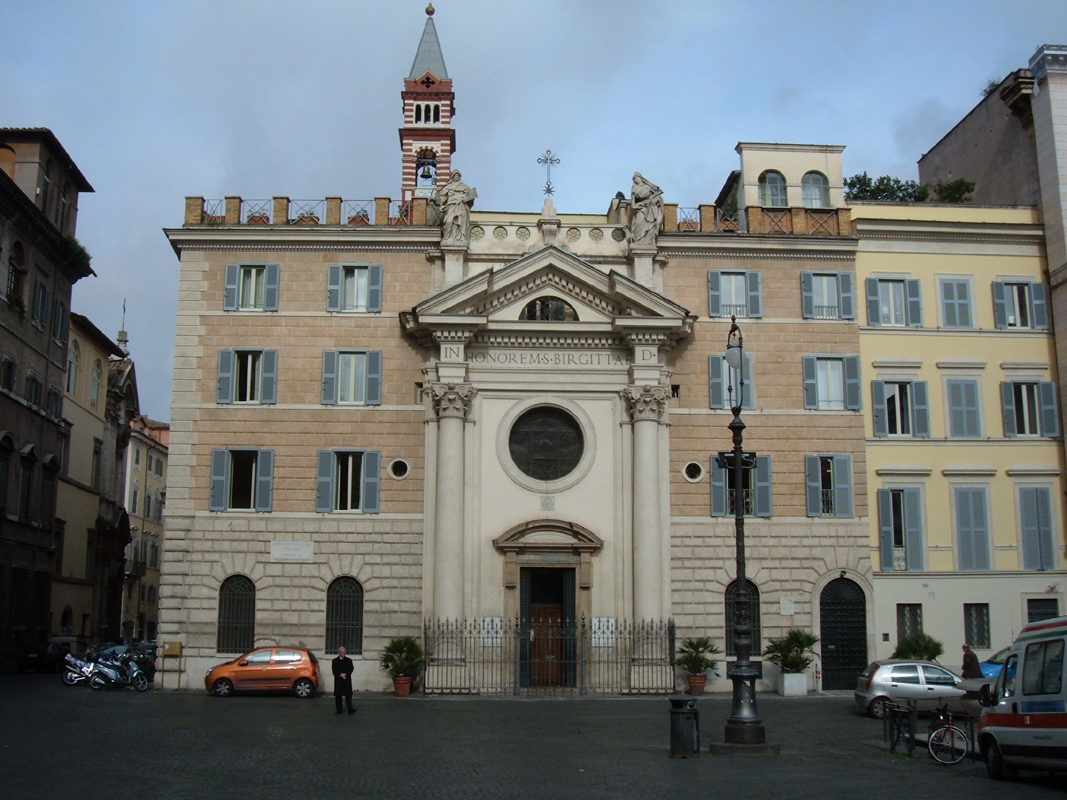
Santa Brigida.
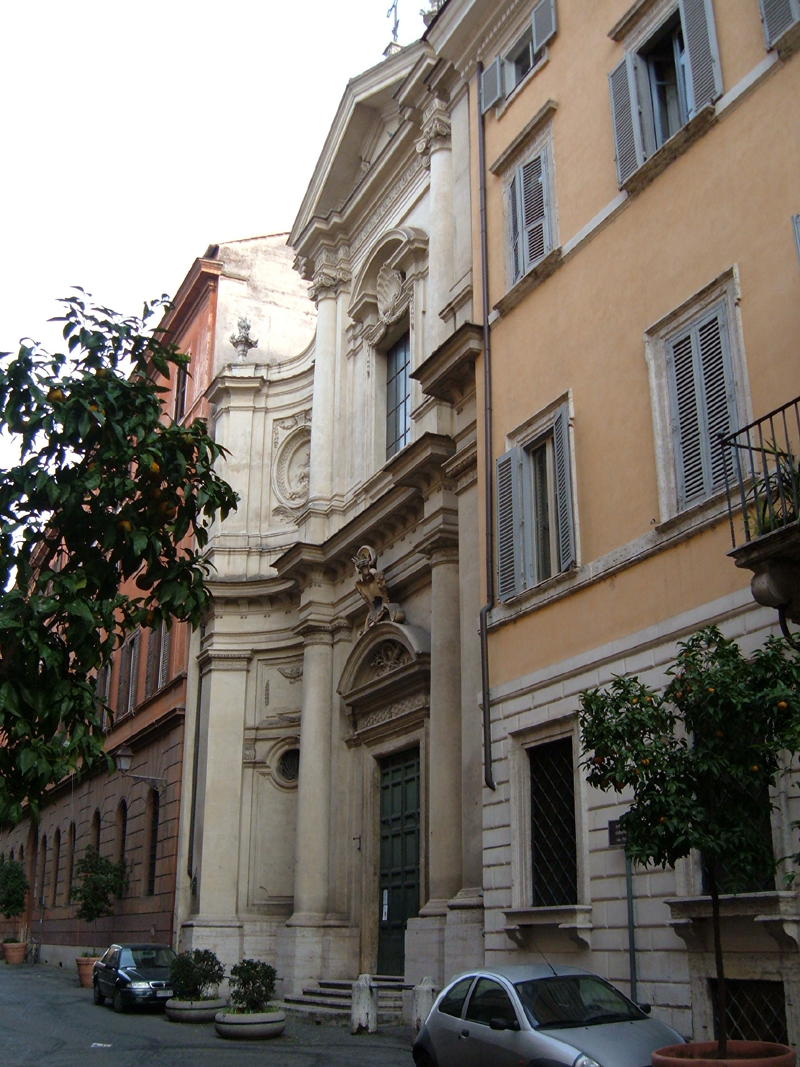
Santa Caterina da Siena.
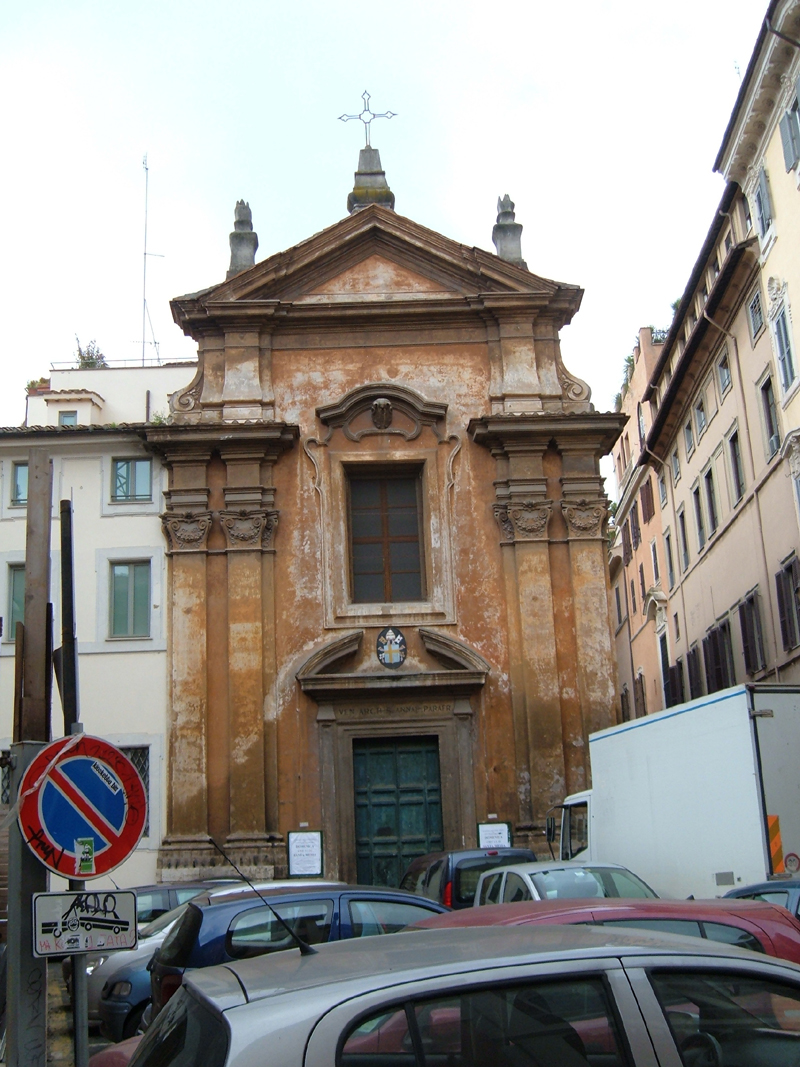
Santa Caterina della Rota.